# بیماری گرمسیری
بیماری گرمسیری یا استوایی (انگلیسی: Tropical disease) به یک بیماری یا نارسایی گفته می‌شود که در مناطق گرمسیری یا نیمه‌گرمسیری شایع باشد. احتمال شیوع این دسته‌از بیماری‌ها در مناطق معتدل بسیار کمتر است، بدین سبب که در فصول سرد جمعیت حشرات به دلیل خواب زمستانی کنترل می‌شود. بیشتر بیماری‌های گرمسیری به دلیل گزیدگی توسط حشرات ناقل انگل، ویروس و باکتری منتقل می‌گردند.

## بیماری‌های گرمسیری
شناخته‌شده‌ترین بیماری‌های گرمسیری در زیر آمده است:
| بیماری              | عامل بیماری‌زا                             | توضیح |
| ------------------- | ----------------------------------------- | ----- |
| مالاریا             | آنوفل                                     |       |
| لیشمانیاز           | پلاسمودیوم فالسیپاروم                     |       |
| شاگاس               |                                           |       |
| کرم قلابدار         | آنسیلوستوما دودنال و نکاتور آمریکانوس     |       |
| ابولا               | ویروس ابولا                               |       |
| هلمینث              | کرم هلمینث                                |       |
| عفونت کرم شلاقی     | کرم شلاقی                                 |       |
| تروپونماتوز         | ترپونما پالیدوم                           |       |
| زخم بورولی          | مایکوباکتریوم اولسرانس                    |       |
| بیماری خواب         | Trypanosoma brucei, Trypanosoma gambiense |       |
| بیماری کرم گینه     | Dracunculus medinensis                    |       |
| تب شالیزار          | لپتوسپیرا                                 |       |
| استرانگیلویدیاز     | Strongyloides stercoralis                 |       |
| کپلک                |                                           |       |
| نوروسیستیسرکوز      | کرم نواری خوک                             |       |
| جرب                 | Sarcoptes scabiei                         |       |
| عفونت‌های فلاوی‌ویروس | تب زرد, ویروس نیل غربی, ویروس زیکا        |       |

- تب دنگی
- بیماری خواب که از طریق پشه تسه‌تسه منتقل می‌گردد.
- جذام[۱][۲]
- فیلاریاز
- کوری رودخانه
- تب حلزون
- تب لاسا
- بیماری‌های آمیزشی
- TB-HIV
- سل